# Anne Maltais
Anne Maltais (* 26. September 1979 in Québec) ist eine ehemalige kanadische Shorttrackerin.
Sie begann bereits mit fünf Jahren mit Eisschnelllaufen und Shorttrack, später trainierte sie am Leistungszentrum in Montreal unter Sébastien Cros. Im Jahr 1997 bestritt Maltais ihre erste internationale Meisterschaft. Bei der Juniorenweltmeisterschaft wurde sie im Mehrkampf 13. und über 500 m Achte. Ein Jahr später debütierte sie im Weltcup, aber erst seit der Saison 2002/03 startete sie regelmäßig in Weltcuprennen. Der internationale Durchbruch gelang ihr schließlich in der Saison 2006/07. Im Weltcup erreichte sie in Einzelrennen mehrmals über 500 m und 1000 m ein Halbfinale, mit der Staffel errang sie zwei Podestplätze, darunter einen Sieg in ihrer Heimatstadt Montreal. Bei der Weltmeisterschaft in Mailand gewann sie mit der Staffel ebenso Bronze wie bei der Teamweltmeisterschaft in Budapest. In der folgenden Saison 2007/08 konnte sie im Weltcup erneut mehrmals ein Halbfinale in Einzelrennen erreichen. Bei der Teamweltmeisterschaft in Harbin wiederholte sie mit ihren Teamkolleginnen den Gewinn der Bronzemedaille und war mit der Staffel zudem bei der Weltmeisterschaft erneut erfolgreich, diesmal gewann sie die Silbermedaille. In ihrer letzten Saison 2008/09 konnte Maltais in Weltcup-Staffelrennen drei weitere Podestplätze einnehmen, darunter ihren zweiten Weltcupsieg. In Einzelrennen erreichte sie abermals zwei Halbfinals, konnte sich jedoch nicht für ein Finale qualifizieren. Bei der Teamweltmeisterschaft in Heerenveen wurde Maltais diesmal Vierte, bei der Weltmeisterschaft in Wien gehörte sie zur kanadischen Staffel, die Bronze gewann, Maltais wurde im Finale aber nicht eingesetzt. Nach der Saison beendete sie ihre aktive Karriere.
Maltais hat an der Universität Laval Lebensmitteltechnologie und Ernährungswissenschaft studiert.